# Новый эпос
Новый эпос — направление либо тенденция в современной русской поэзии.
Понятие «новый эпос» было предложено в 2007 году поэтами Фёдором Сваровским и Арсением Ровинским в журнале «Рец».
Авторы: Андрей Родионов, Елена Фанайлова, Фёдор Сваровский, Кузьма Курвич ("Веселье ЕбиниZера").
Проблематика направления — это фиксация бытовых историй и вывод их на метафизический уровень так, чтобы в фокусе оказалось то, что «организует» бытие, либо пародийная игра в «пацанскую» эстетику.
«Новый эпос» Марии Степановой, Линор Горалик, Е. Фанайловой по-постмодернистски соединяет традиции фольклора, советских массовых песен, «цитаты» из киносериалов, газетных статей, выступлений политиков, патриарха, шоуменов, культовых артистов.
Направление поэтологически отлично от «новой искренности» и современной новой драмы тем, что тексты здесь не рассказывают ситуацию целиком, а похожи на синопсис, фрагменты киносценариев, диалогов из фильмов, наброски романов или закадровый текст. Как отмечают исследователи эти фрагменты повествовательны и в них автор не отождествляет себя ни с героем, ни с рассказчиком. Поэт ни в чем не убеждает читателя, никак не анализирует и не оценивает поведение героя.
Читательское внимание, как правило, устремлено на узнавание находящейся за пределами текста подразумеваемой фабулы.
«Новый эпос» это всегда история о героических, удивительных событиях, наблюдаемая героем. Это может быть и стадия опьянения, приводящая героя к прозрениям, и описание жизни на окраине культурного мира, и совершенный на войне подвиг, мистический триллер или бытовая драма. Но эти события всегда имеют провиденциальный, метафизический оттенок.
Очень распространенная форма — баллада: Борис Херсонский («Пока не стемнело»), Андрей Родионов («Новая драматургия»), Мария Степанова («Стихи и проза в одном томе», «Лирика, голос»). Субъект баллад — ролевой герой, по терминологии Б. Кормана, или транссубъективный герой, по терминологии Ю. Орлицкого.
Героями баллад становятся маргиналы, сумасшедшие, алкоголики, «замкадыши» — обитатели пригородов, изображаются они и с сочувствием, и с иронией.
Некоторые литературоведы рассматривают «новый эпос» как возрождение в измененной форме традиций романтической баллады.

## История
Журнал «РЕЦ», изданный под редакцией А. Ровинского и Ф. Сваровского, идейных вдохновителей нового эпоса, выпустил в 2007 специальный выпуск журнала с рядом материалов по данной проблеме, включая манифест нового литературного течения. В нем представлен «новый эпос» как один из путей выхода из тупика, в который зашла европейская культура в XX в. В аннотации к журналу делается акцент на реактуализации лироэпической формы и на тенденциях к «системному нелинейному высказыванию в русской поэзии последних семи-девяти лет».

## Манифест Нового эпоса
В 2007 в журнале «Рец» Ф. Сваровским и А. Ровинским опубликовали манифест нового направления и в том же номере — поэтические произведения авторов, соответствующие, по их мнению, направлению «нового эпоса»: Л. Шваба, В. Полещука, М. Степановой, С. Круглова, А. Родионова, П. Гольдина, Л. Горалик, Б. Херсонского, П. Настина и др.

Главные признаки «нового эпоса» Федор Сваровский определил как 
«повествовательность и, как правило, ярко выраженная необычность, острота тем и сюжетов, а также концентрация смыслов не на реальной личности автора и его лирическом высказывании, а на некоем метафизическом и часто скрытом смысле происходящего, находящемся всегда за пределами текста».
О специфике «лирического высказывания», которое, по мнению Ф. Сваровского, уступило место «эпическому», автор манифеста поясняет, что имеет в виду отчуждение, абстрагирование «автора от конкретных высказываний и действий героев, от линейных смыслов текста (как это уже давно делается в постмодернистской литературе)».
Главное отличие видится в том, что получило определение «системного нелинейного высказывания», когда смысл возникает из всей «совокупности многочисленных элементов: образов, лексики, линейных смыслов текста.». Повествовательность и проблема поэтического субъекта — две основные характеристики новой баллады или «нового эпоса».

## Музеефикация
В 2013 в Самарском литературном музее состоялся проект «МИР-ТЕКСТ-5 способов выйти на свободу»(кураторы Андрей Рымарь и Алеся Атрощенко). Поэтическая машина № 3 была посвящена анализу поэтических средств нового эпоса
«Машина нового эпоса» ― своего рода устройство для слушания современной России, голоса рассказывают истории, часто довольно травмирующие. 